# 社本悠
社本 悠（しゃもと はるか、1996年11月12日 - ）は、日本の女性声優。フリー。愛知県出身。
主な代表作に『8 beat Story♪』（桜木ひなた）、『消滅都市 SPR5』（ホムラ）、『若おかみは小学生!』（池月よりこ）などがある。

## 経歴
親が松田聖子の時代からアイドルが好きだった。家でも誰かのDVDがかかっており、アイドルが身近な存在で、小さい頃から歌って踊ることに憧れがあった。最初に好きになったのは、ミニモニ。で、幼稚園の頃、お揃いの格好をして、うちわを持ちコンサートに行っていた。その後は声優や歌に興味を持ったが、一時期、「洋服のデザインをしたい」と思った時期もあったという。
一方、元々アニメが好きであり、最初にアニソンアーティストに憧れていた。小さい頃、鼻歌を歌っていたところ親に「なんの曲?」と言われていた。社本は「歌が下手なんだ」と思いながら生きてきたが、中学生の頃、偶々音声の共有のサイトに遊びで投稿して「うまい」と初めて言われたのがきっかけで、歌うのが楽しくなった。その時に「自信を持っていいんだ」と思ってから、歌が好きだと思えるようになったという。
中学生時代に声優という仕事があることを知って、声優を志すようになる。 
高校時代は生徒で集まってお茶をするようなゆるい演劇部に所属していた。人前で演じるという経験をしてから、「お芝居が楽しい」と感じるようになったという。
当時影響を受けたアニメ作品は『アイカツ!』で、登場人物の藤堂ユリカが好きだという。
2012年より、愛知県知多半島PRキャラクターである『知多娘。』にて広小路クララを演じ、2016年に卒業した。
2016年4月より東京に上京。同年5月、賢プロダクションの養成所であるスクールデュオに在籍中でありながら、アプリゲーム『8 beat Story♪』の桜木ひなた役に抜擢され、同時に『8/pLanet‼︎』として歌唱も担当することが決定した。2017年4月、賢プロダクションに所属したことを報告した。
2024年12月27日、自身のSNSで、同日付で賢プロダクションを退所し、フリーで活動することが発表された。

## 人物
趣味として、変わった雑貨・お洋服集め、絵を描くこと、歌、ダンス、SNSを挙げている。特技には、歌、変顔、何でも楽しむことをあげている。また、ソフトクリームをうまく巻くことも特技にあげている。
好きなもの・ことに歌、アイドル、リズムゲームを挙げ、苦手なものに野菜を挙げている。
三度の飯よりサンリオキャラクターのポムポムプリンが好き。
好きな食べ物には、肉とラーメン、つけ麺（濃厚魚介豚骨）、ちくわの磯辺揚げ、かに（ボイル）を挙げている。

## 出演
太字はメインキャラクター。

### テレビアニメ
2018年
- 新幹線変形ロボ シンカリオン（ツラヌキの弟 / 大門山ケンロク、女生徒C、生徒）
- カードキャプターさくら クリアカード編（生徒）
- 若おかみは小学生!（池月よりこ、店員、マスコミの皆さん、女性客1）
- Caligula -カリギュラ-（女子生徒A）
- 銀河英雄伝説 Die Neue These 邂逅（女性徒）
- キラキラハッピー★ ひらけ!ここたま（2018年 - 2019年、宮谷さつき、涼子）
- パズドラ（2018年 - 2020年、ナツキ）
- からくりサーカス（女子）

2019年
- 消滅都市（ホムラ）
- 僕のヒーローアカデミア（2019年 - 2024年、女子生徒、男子児童、女性異能解放軍メンバー、通信オペレーター、少年 他） - 4シリーズ

2020年
- ポケットモンスター（2020年 - 2022年、クラスメイト、エリカのリーフィア、スタッフ、ビリーのブースター〈ライム〉、妻バチンキー、ゴウのケロマツ→ゲコガシラ、ライラ、ニョロモ→ニョロゾ）
- ちはやふる3（塾女子）
- エタニティ 〜深夜の濡恋ちゃんねる♡〜（伊藤華） - 通常版
- NOBLESSE -ノブレス-（女子生徒）

2021年
- SK∞ エスケーエイト（ミキ）
- ガンプラくん、ガンダムベース攻略戦（ザクプラくん）

2022年
- クレヨンしんちゃん（キッズB）
- 可愛いだけじゃない式守さん（女子生徒、買い物客、CMナレーション）
- 聖剣伝説 Legend of Mana -The Teardrop Crystal-（修道女、街の人、珠魅）

2023年
- ひろがるスカイ!プリキュア（2023年 - 2024年、市民、仲田つむぎ、プニバード族、緑の義子、れな 他）
- 【推しの子】
- 名探偵コナン（女性店員）
- キボウノチカラ〜オトナプリキュア'23〜（社員、街の人）
- 柚木さんちの四兄弟。（クラスメート）

2024年
- ポケットモンスター（通行人、お姉さん、ソーナノ、店員）
- らんま1/2 (2024)（女子生徒）
- 株式会社マジルミエ（F社魔法少女）

2025年
- 鬼人幻燈抄（ちとせ）
- 青春ブタ野郎はサンタクロースの夢を見ない（友人、女性、女の子、中学生、同級生女）

### 劇場アニメ
- 映画 プリキュアオールスターズ みんなで歌う♪奇跡の魔法!（2016年）
- 劇場版マクロスΔ 激情のワルキューレ（2018年）
- 若おかみは小学生!（2018年、池月よりこ）

### Webアニメ
- 薄明の翼（2020年、女子高生）
- PLUTO（2023年、子供）

### ゲーム
2016年
- 8 beat Story♪（桜木ひなた）

2018年
- CARAVAN STORIES（チャペル）
- 消滅都市2（ホムラ）

2019年
- ポケモンマスターズ（アスナ）

2020年
- GALAXYZ（ヒメリ）
- おねがい、俺を現実に戻さないで! シンフォニアステージ（ロッティ ドランギア）

2021年
- サクラ革命 〜華咲く乙女たち〜（墨之宮はつか）
- ブルーアーカイブ -Blue Archive-（2021年 - 2023年、守月スズミ）

2022年
- 無期迷途（ホロ）

2023年
- 帰ってきた 名探偵ピカチュウ（ジェシカ・ミラー）
- タワーオブスカイ（フェネネ）

2024年
- 護縁（ヤミョウ）

### ドラマCD
- 8 beat story♪ドラマCDvol.1「出会いと始まりの物語」（桜木ひなた）

### ラジオ
- 知多娘。のラジオ 知多娘。ステーション

### インターネット番組
- エビストニュース（2016年 - 、ニコニコ生放送）※回替わりパーソナリティ[26]
- ハニプラTV〜8/pLanet!!の課外授業に行ってみよー（2016年 - 2017年、ニコニコ動画）
- 社本悠の しゃもももももも しゃものうち（2020年 - 2021年、ニコニコ生放送）[27]
- ONE TO ONE 消灯時間-ショートタイム- 社本悠『しゃもとのひとりばんぐみやさん』（2024年 - 、ニコニコ生放送）

### イベント
- TAKE ON ME vol.5　〜Girls Music Lab〜（2016年5月15日[28]）
- 8/pLanet‼︎ 1st Single「ファンタジア」発売記念@タワーレコード渋谷店B1F（2016年6月11日[29]）
- 8 beat Story♪ 音の杜学園購買部 〜1周年記念イベント in AKIHABARA〜＠AKIHABARAゲーマーズ本店6F（2017年5月14日[30]）
- 8 beat Story♪ 8/pLanet!! 1st LIVE 「先生！ライブはじまっちゃうよ！」DVD発売イベント＠日本科学未来館 未来館ホール（2017年6月4日[31]）
- ハニプラTV 8/pLanet!!の課外授業にいってみよーVol.1 DVD発売記念イベント＠東京証券会館ホール（2017年8月6日[32]）
- 8 beat Story♪ C92 オリジナルうちわお渡し会＠東京ビッグサイト（2017年8月13日[33]）
- 8 beat Story♪ 第1回リーディング&ミニライブ企画 〜真夏の海に刻まれた物語〜＠一ツ橋ホール（2017年8月19日[34]）
- おたみっくす！VOL22＠アニソンDJ BAR Relation!!（2017年10月8日[35]）
- 8 beat Story♪ 8/pLanet!! 2nd LIVE「2時間目の授業は...」DVD発売イベント＠YMCAアジア青少年センター スペースYホール（2017年10月14日[36]）
- 8 beat Story♪ 8/pLanet!! 1st Anniversary 3rd LIVE 「行くぜBLITZ！青春の想いを込めて！」＠赤坂BLITZ（2017年11月12日[37]）
- 8 beat Story♪ 8/pLanet!! 3rd LIVE After Party！ 「放課後BLITZ！桜木ひなた生誕祭」＠赤坂BLITZ（2017年11月12日[38]）
- 8/pLanet!! 1st Best Album『8』プレミアムイベント＠CUTUP STUDIO（2018年1月28日[39]）

### その他コンテンツ
- 知多娘。（広小路クララ）
- お宝創庫WEBCM[40]

## ディスコグラフィ

### キャラクターソング
| 発売日   | 商品名                                                                    | 歌 | 楽曲                                                                                      | 備考                                                                  |
| 2016年   | 2016年                                                                    | 2016年 | 2016年                                                                                    | 2016年                                                                |
| -------- | ------------------------------------------------------------------------- | --- | ----------------------------------------------------------------------------------------- | --------------------------------------------------------------------- |
| 6月8日   | ファンタジア                                                              | 8/pLanet! | 「ファンタジア」                                                                          | ゲーム『8 beat Story♪』主題歌                                         |
| 6月8日   | ファンタジア                                                              | 桜木ひなた（社本悠）、水瀬鈴音（吉井彩実）、姫咲杏梨（金魚わかな）、星宮ゆきな（和氣あず未）、源氏ほたる（吉村那奈美） | 「BoyFriend」                                                                             | ゲーム『8 beat Story♪』関連曲                                         |
| 6月8日   | ファンタジア                                                              | 桜木ひなた（社本悠）、水瀬鈴音（吉井彩実）、神楽月（吉岡美咲）                                                         | 「君はレモネード」                                                                        | ゲーム『8 beat Story♪』関連曲                                         |
| 10月19日 | Halloween☆Night                                                           | 8/pLanet! | 「Halloween☆Night」                                                                       | ゲーム『8 beat Story♪』関連曲                                         |
| 10月19日 | Halloween☆Night                                                           | 桜木ひなた（社本悠）、水瀬鈴音（吉井彩実）、姫咲杏梨（金魚わかな）、星宮ゆきな（和氣あず未）、源氏ほたる（吉村那奈美） | 「スクールディスコ」                                                                      | ゲーム『8 beat Story♪』関連曲                                         |
| 10月19日 | Halloween☆Night                                                           | 桜木ひなた（社本悠）、姫咲杏梨（金魚わかな）、星宮ゆきな（和氣あず未）、神楽月（吉岡美咲）、源氏ほたる（吉村那奈美）   | 「初恋チェリーブロッサム」                                                                | ゲーム『8 beat Story♪』関連曲                                         |
| 11月23日 | BLUE MOON                                                                 | 8/pLanet! | 「BLUE MOON」                                                                             | ゲーム『8 beat Story♪』関連曲                                         |
| 11月23日 | BLUE MOON                                                                 | 桜木ひなた（社本悠）、水瀬鈴音（吉井彩実）、神楽月（吉岡美咲）、橘彩芽（青野菜月）、姫咲杏梨（金魚わかな）             | 「カナエルミライ」                                                                        | ゲーム『8 beat Story♪』関連曲                                         |
| 11月23日 | BLUE MOON                                                                 | 桜木ひなた（社本悠）、神楽月（吉岡美咲）、橘彩芽（青野菜月）、星宮ゆきな（和氣あず未）                                 | 「先手必勝スマイル」                                                                      | ゲーム『8 beat Story♪』関連曲                                         |
| 12月14日 | ハピ♡メリ                                                                 | 8/pLanet! | 「ハピ♡メリ」                                                                             | ゲーム『8 beat Story♪』関連曲                                         |
| 12月14日 | ハピ♡メリ                                                                 | 桜木ひなた（社本悠）、水瀬鈴音（吉井彩実）、神楽月（吉岡美咲）                                                         | 「絆のポラリス」                                                                          | ゲーム『8 beat Story♪』関連曲                                         |
| 2017年   |                                                                           | |                                                                                           |                                                                       |
| 4月12日  | DREAMER                                                                   | 8/pLanet! | 「DREAMER」                                                                               | ゲーム『8 beat Story♪』関連曲                                         |
| 4月12日  | DREAMER                                                                   | 桜木ひなた（社本悠）、橘彩芽（青野菜月）、星宮ゆきな（和氣あず未）                                                     | 「それゆけ!!乙女のミッション！」                                                          | ゲーム『8 beat Story♪』関連曲                                         |
| 8月30日  | Rooting for You                                                           | 8/pLanet! | 「Rooting for You」 「Lovely Summer」                                                     | ゲーム『8 beat Story♪』関連曲                                         |
| 11月15日 | 『8』                                                                     | 8/pLanet! | 「Days」                                                                                  | ゲーム『8 beat Story♪』関連曲                                         |
| 2018年   |                                                                           | |                                                                                           | ゲーム『8 beat Story♪』関連曲                                         |
| 8月17日  | インコンプリートノーツ                                                    | SPR5 | 「インコンプリートノーツ」 「グッデイサンシャイン！」 「恋の魔法」                        | ゲーム『消滅都市2』関連曲                                             |
| 2019年   |                                                                           | |                                                                                           |                                                                       |
| 1月9日   | Supreme Revolution                                                        | SPR5 | 「ファイブ！サスペクツ！」 「アルキオネ」 「気持ちはWhite Xmas」 「幾千の星が輝く夜空で」 | ゲーム『消滅都市2』関連曲                                             |
| 1月9日   | Supreme Revolution                                                        | ホムラ（社本悠）、ハルカ（直田姫奈）                                                                                   | 「キミがいた季節」                                                                        | ゲーム『消滅都市2』関連曲                                             |
| 1月9日   | Supreme Revolution                                                        | ホムラ（社本悠） | 「微炭酸イノセンス」                                                                      | ゲーム『消滅都市2』関連曲                                             |
| 4月24日  | With Your Breath                                                          | SPR5 | 「With Your Breath」                                                                      | テレビアニメ『消滅都市』エンディングテーマ                            |
| 4月24日  | With Your Breath                                                          | SPR5 | 「夢の向こう側へ」                                                                        | ゲーム『AFTERLOST - 消滅都市』関連曲                                  |
| 5月15日  | Precious Notes                                                            | 8/pLanet! | 「Precious Notes」                                                                        | ゲーム『8 beat Story♪』関連曲                                         |
| 2020年   |                                                                           | |                                                                                           |                                                                       |
| 12月23日 | おねがい、俺を現実に戻さないで！ シンフォニアステージ VOCAL COLLECTION 01 | ファミーリア | 「上空リヴァーバレイション」                                                              | ゲーム『おねがい、俺を現実に戻さないで！ シンフォニアステージ』関連曲 |

### シリーズ一覧
1. ↑  第4期（2019年 - 2020年）、第5期（2021年）、第6期（2022年 - 2023年）、第7期（2024年）

### 初出話一覧
1. ↑  第58話初出
2. ↑  第70話初出
3. ↑  第76話初出
4. ↑  第77話初出
5. 1 2  第7話初出
6. ↑  第8話初出
7. 1 2  第1話初出
8. ↑  第2話初出
9. ↑  第4話初出
10. ↑  第6話初出

### ユニットメンバー
1. 1 2 3 4 5 6  桜木ひなた（社本悠）、水瀬鈴音（吉井彩実）、神楽月（吉岡美咲）、橘彩芽（青野菜月）、姫咲杏梨（金魚わかな）、星宮ゆきな（和氣あず未）、源氏ほたる（吉村那奈美）、メイ（澤田美晴）
2. 1 2 3  ホムラ（社本悠）、ナミ（岩井映美里）、ハルカ（直田姫奈）、レナ（大西亜玖璃）、ユア（園山ひかり）
3. ↑  桜木ひなた（社本悠）、水瀬鈴音（天野聡美）、神楽月（吉岡美咲）、橘彩芽（山下七海）、姫咲杏梨（金魚わかな）、星宮ゆきな（和氣あず未）、源氏ほたる（吉村那奈美）、メイ（澤田美晴）
4. ↑  アユカワユウ（内山悠里菜）、リンドリットパフブリンガー（根本京里）、ウルルーオースピア（菅沼千紗）、メルブレイドビターミスト（風間万裕子）、ラルムスクルシェッロ（久住琳）、カレッカマリブラ（ほなみ）、ノア オリヴェリア（関口理咲）、ラニ（森山由梨佳）、ジュシ― ハイレン（川上ひろみ）、ディアマンテ リーンウェイブ（薄井友里）、ロッティドランギア（社本悠）、ニーナミスティリオン（松嶌杏実）、ラーラジュヌヴィエーヴル ファインスター三世（山根綺）、シホ（白砂沙帆）、ヤオリェンロオ（松下真緒）